# Sergio Martínez Ballesteros
Sergio Martínez Ballesteros (Burjassot, L'Horta el 4 de setembre de 1975) és un exfutbolista professional valencià que jugava com a defensa. El seu últim equip va ser el Llevant UE, on va ser capità.

## Trajectòria

### Inicis
Sergio Ballesteros va iniciar la seva carrera en el Llevant UE de València, que militava en Segona B. Després d'un enfrontament de Copa del Rei contra el CD Tenerife, el seu tècnic, Jupp Heynckes, va decidir fitxar-lo per al club chicharrero.

### CD Tenerife
Amb el CD Tenerife va debutar a Primera Divisió el 3 de gener de 1996, amb 20 anys. Van ser en un partit a l'estadi Heliodoro Rodríguez contra el Racing de Santander, Ballesteros va entrar al camp al minut 80, substituint a Vivar Dorado.
Després d'una primera temporada amb poc protagonisme a l'equip, el valencià va anar prenent protagonisme amb l'equip tinerfeny. D'aquesta manera, durant la seua segona temporada a l'equip insular, la temporada 1996/97, ja va disputar 31 partits i va marcar el seu primer gol a Primera, va ser el 5 de gener de 1997 contra el Racing de Santander a l'estadi El Sardinero. Curiosament, el seu debut en la màxima competició estatal també s'havia produït contra l'equip cantàbric.
Amb el club tinerfeny va arribar a disputar la Copa de la UEFA. Al final de la temporada 1998/99, l'equip canari va descendir a Segona Divisió. Ballesteros va jugar una temporada en la categoria de plata. Després d'haver defensat la camiseta del CD Tenerife durant més de 100 partits va tornar a Primera fitxant pel Rayo Vallecano.

### Rayo Vallecano
Allí va protagonitzar una de les seves millors temporades, jugant en 36 dels 38 partits de lliga, en els quals va marcar dos gols. Amb aquestes xifres, una temporada després d'haver arribat a Vallecas, l'estiu del 2001, fitxava pel Vila-real CF.

### Vila-real CF
Amb l'equip groguet va jugar durant tres temporades, en les quals es va ser titular indiscutible en l'eix de la defensa. En aquest temps va conquistar una Copa Intertoto i va arribar les semifinals de la Copa de la UEFA. Finalment, l'estiu del 2004, després del fitxatge del bolivià Juan Manuel Peña per l'equip groguet, el central valencià va ser traspassat al RCD Mallorca.

### RCD Mallorca
La temporada 2004/05 va fitxar pel RCD Mallorca, equip del qual va ser el primer capità. Durant la seua primera campanya a l'equip balear, la 2004/05, va jugar 32 partits de Lliga. La seua segona temporada, la 2005/06, va ser més accidentada, ja que després de dos expulsions consecutives contra el Barça i el Reial Madrid, l'entrenador de l'equip, Héctor Cúper el va apartar de l'equip, deixant-lo constantment fora de les convocatòries del primer equip. Finalment, després de quatre mesos sense jugar, el mes de febrer del 2006 va tornar a l'equip, amb Gregorio Manzano a la banqueta. Després d'aquests incidents tornaria a recuperar el seu lloc en l'eix de la defensa.

### UE Llevant (2a etapa)
La temporada 2008/09 va tornar al seu primer equip, amb 33 anys. En aquesta segona etapa en l'equip granota va disputar 174 partits de Lliga i va marcar 3 gols. L'estiu del 2013 el Llevant el va acomiadar per diverses sospites en la venda d'un partit. El que es va conèixer com a Cas Barkero.

## Selecció espanyola
Ha estat internacional amb la selecció espanyola sub-21 en 17 ocasions, sent campió de l'Eurocopa sub-21 el 1998.

## Anecdotari
Des de la temporada 2004/05, que va fitxar pel RCD Mallorca procedent del Vila-real CF, juga amb unes sabatilles Lotto Stadio 90.

## Palmarès

### Copes internacionals
| Títol           | Club             | Any  |
| --------------- | ---------------- | ---- |
| Eurocopa sub-21 | Espanya (sub-21) | 1998 |
| Copa Intertoto  | Vila-real CF     | 2003 |